# Língua de sinais chadiana
A língua de sinais chadiana ou língua gestual chadiana é a língua de sinais (pt: língua gestual) usada pela comunidade surda do Chade. Ela é praticamente idêntica à língua de sinais nigeriana, visto que os professores chadienses recebem seu treinamento na Nigéria.